# Miguel Mañara
Miguel Mañara Vicentelo (Sevilla, 3 de març de 1627 - 9 de maig de 1679) fou un aristòcrata andalús, gran impulsor de l'Hospital i la Confraria de la Santa Caridad de Sevilla.

## Biografia
Miguel Mañara va néixer al si d'una família d'origen cors pertanyent a la baixa noblesa local, fill de Tomás Mañara Leca y Colona, ric comerciant, i Jerónima Anfriano Vicentelo. Va rebre l'educació pròpia del seu estat, perquè pogués desenvolupar-se en l'alta societat, però sense estudis superiors. El seu pare va aconseguir que concedissin a Miguel l'hàbit de l'Orde de Calatrava quan tenia vuit anys. Per la mort dels seus germans grans, era l'hereu de la fortuna familiar.
Va créixer en un ambient cristià i devot. Als vint anys formava part de la junta de la Hermandad de la Soledad de San Lorenzo, una de les moltes confraries de laics que feien obres caritatives a Sevilla, mogudes per la religiositat de l'època. El seu pare va morir en 1648 i el mateix any va prendre per esposa Jerónima María Antonia Carrillo de Mendoza y Castrillo. El matrimoni fou feliç i Miguel va ocupar diversos càrrecs a l'administració local, a la Universidad de Mercaderes (una mena de cambra de comerç) i en alguns gremis, a més de fer alguns viatges a Madrid.
La seva muller va morir el 17 de setembre de 1661, sense fills, i Mañara va resultar molt afectat; va tenir una crisi personal i es plantejà d'ingressar en un orde religiós. Retirat a una ermita de Montejaque (serralada de Ronda, Màlaga) durant cinc mesos, medità, pregà i feu penitència. Va tornar a Sevilla intentant trobar un sentit a la seva vida, però sense decidir-se a fer-se religiós.

### L'Hermandad de la Caridad
L'estiu de 1662, conegué i ingressà a l'Hermandad de la Santa Caridad, dedicada a l'enterrament de les persones que morien ofegades al riu, que apareixien morts als carrers o els executats per la justícia. Encarregat d'aconseguir almoines i recursos per a l'obra, va poder veure les condicions d'extrema pobresa en què vivia una bona part de la població de Sevilla, llavors una de les ciutats més poblades d'Europa. Aquesta situació el portà a proposar, el desembre de 1663, que la confraria ampliés les seves activitats i es dediqués a l'assistència als necessitats, donant-los estatge i de menjar, i tenint cura dels malalts. El 27 de desembre d'aquest any fou nomenat germà major de la confraria, càrrec que ocupà fins a la seva mort.
L'any següent, 1664, començà la construcció d'un hospici que esdevindrà l'Hospital de la Caridad. Va començar modestament, oferint un lloc cobert on passar les nits (en començar, només obria les nits del setembre a l'abril); a poc a poc amplià les dependències, els serveis i els recursos. Mañara redactà una nova Regla de la Hermandad que establia que els confrares organitzessin i donessin suport a l'assistència als necessitats. Per dedicar-se per complet a l'Hermandad, va deixar els càrrecs públics que tenia en 1666. Igualment, dedicà la seva fortuna a finançar les despeses de l'hospici.
La Caridad acull els pobres, els nens i malalts (tenia un servei de cadires de mà per traslladar-ne els que no podien caminar), donava almoines a convents i altres hospitals, assistia als presos de les presons, etc. Aviat va fer-se coneguda i respectada, i Mañara, present en qualsevol desgràcia que afectava la ciutat (riades, epidèmies, etc.), esdevingué un personatge admirat. Això provocà que molta gent benestant fes donatius i llegats a l'Hermandad de la Caridad, proveint-la de recursos.

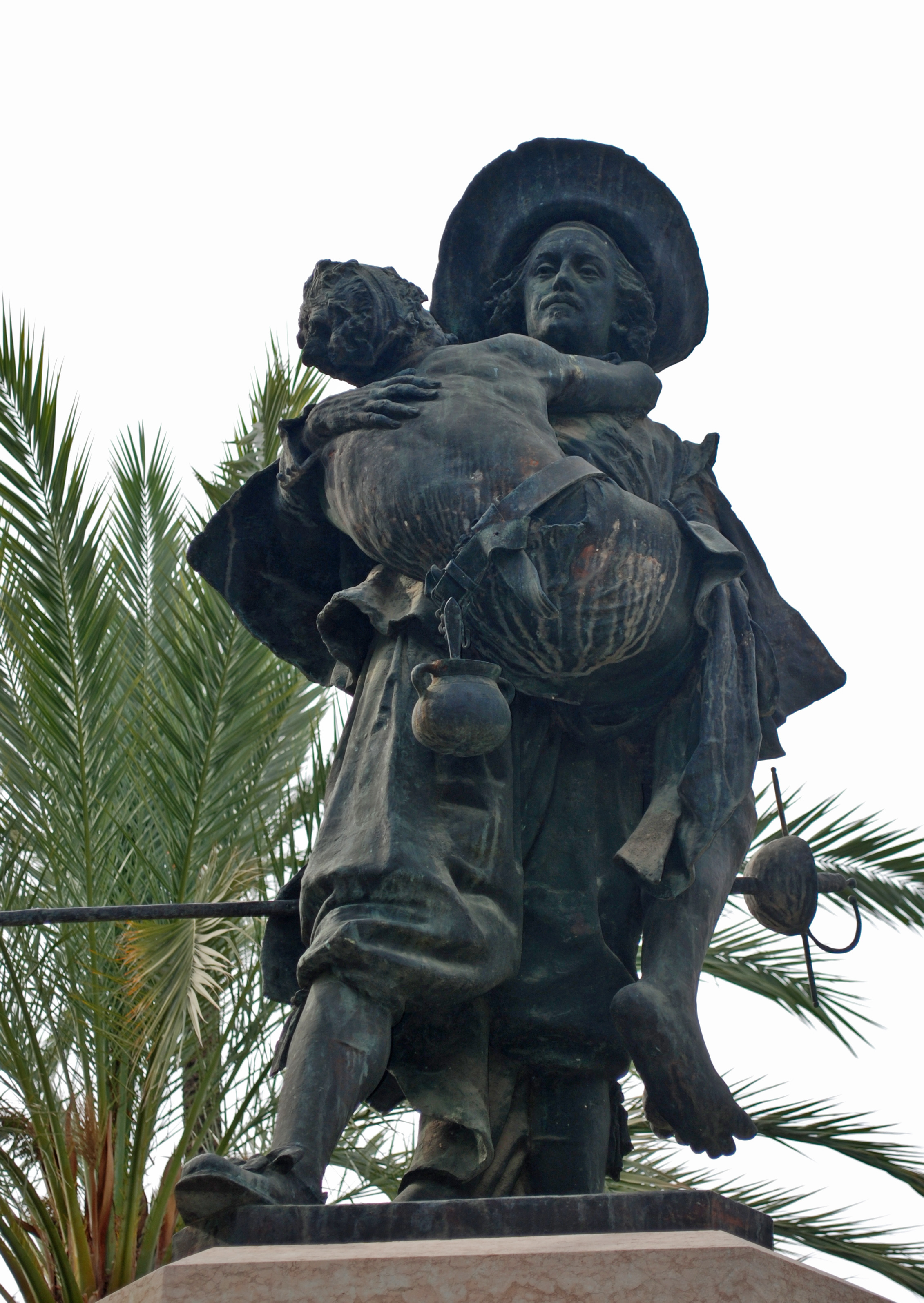
Monument a Mañara a Sevilla
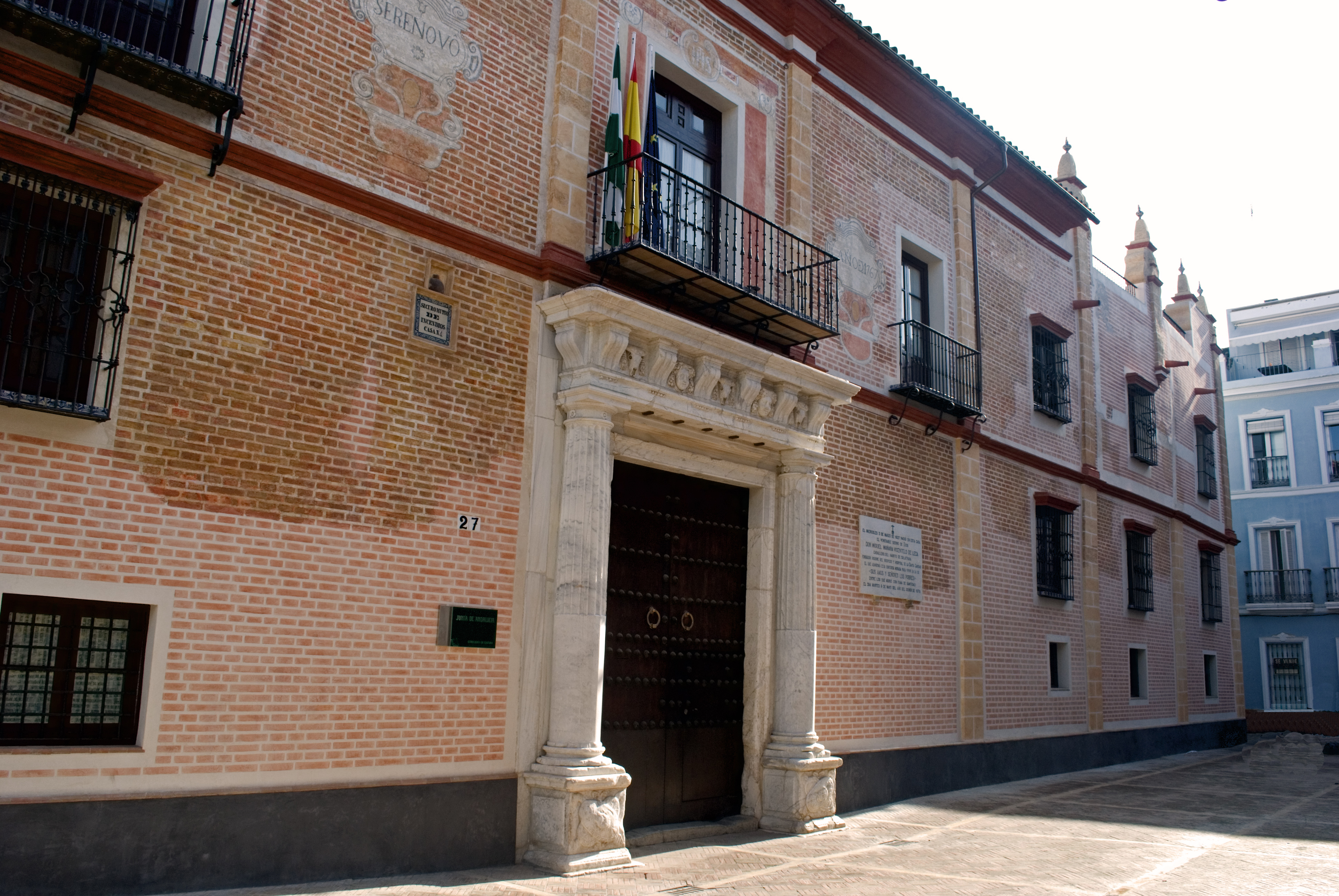
Palau dels Mañara, a Sevilla
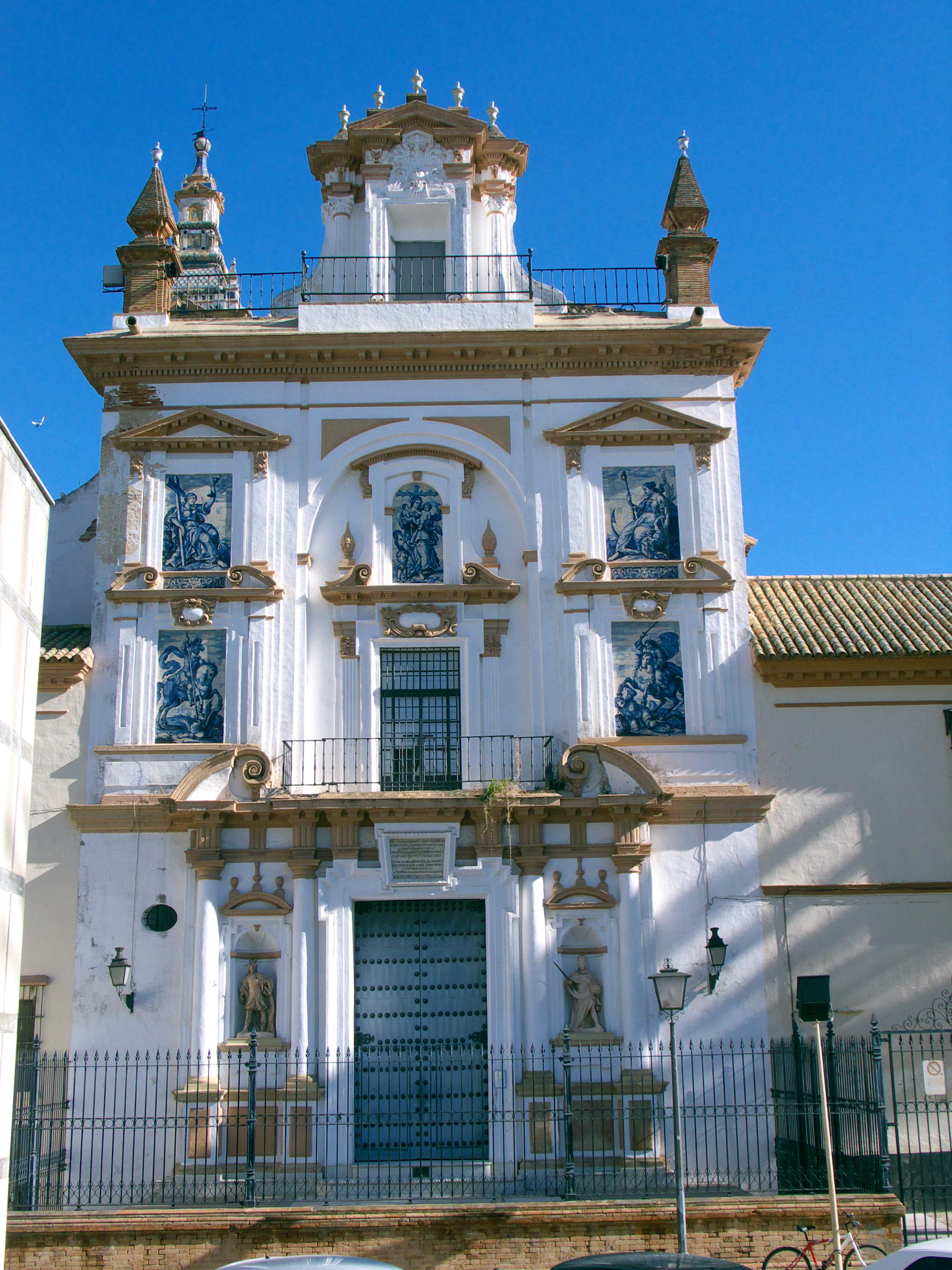
Façana de l'Hospital de la Caridad (Sevilla)
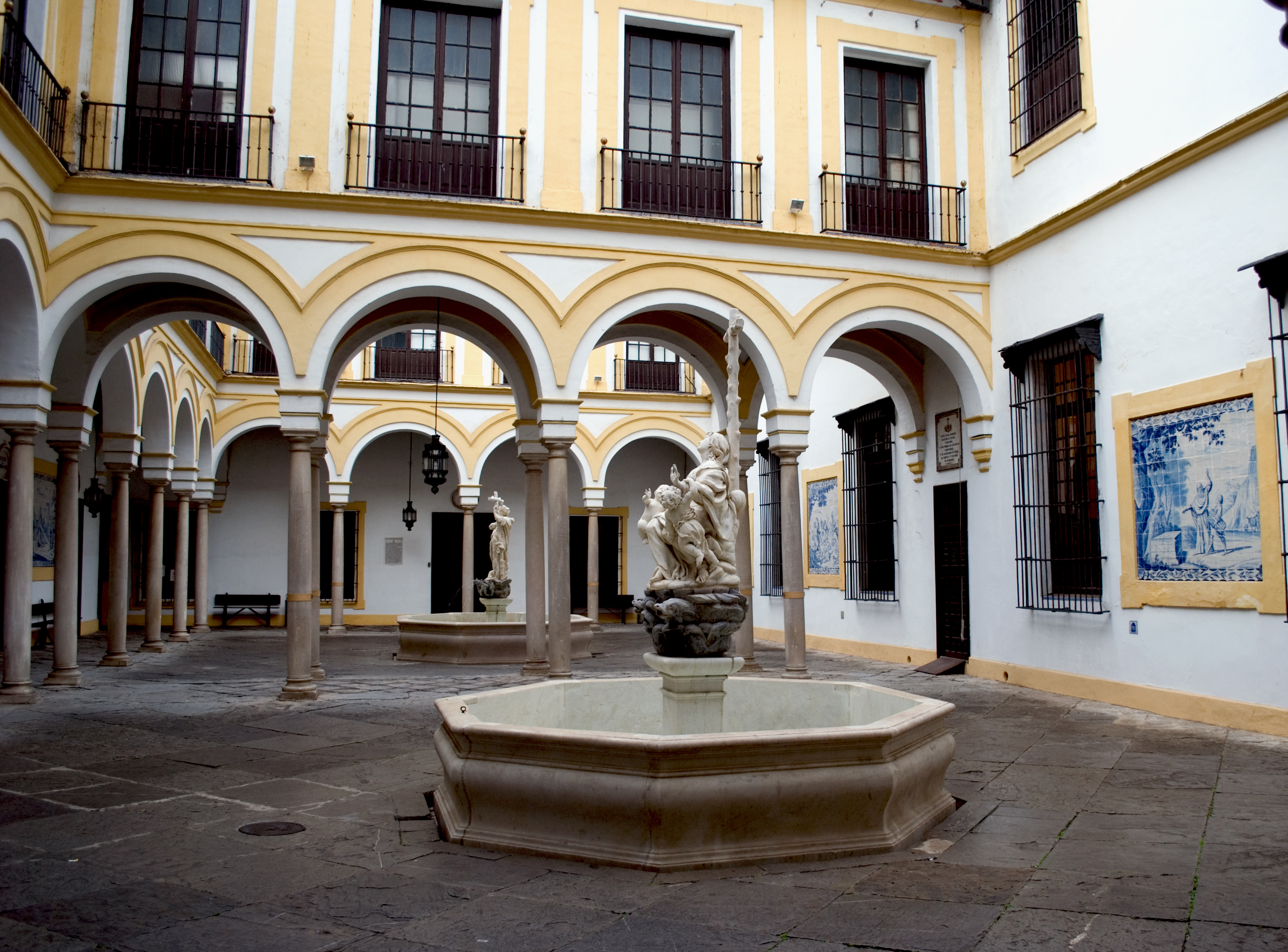
Patis de l'hospital

Mentrestant, Mañara continuava fent una vida austera i de pregària, estant a punt de deixar el càrrec i marxar a una ermita en 1668, però el seu confessor i altres frares el dissuadiren, fent-li veure que la seva tasca a la confraria faria més bondat qu una altra cosa. Mañara vivia a l'hospici, havent deixat el seu palau, que passà a ésser propietat de la confraria, per tal de dedicar-se completament a les tasques de l'obra.
En 1673, Mañara va instituir a l'hospital la figura dels hermanos de penitencia, germans de la confraria que dedicaven tot el seu temps a treballar pels pobres, amb un hàbit marró i una creu. Era una confraria de laics, sense vots solemnes, que va ésser aprovada per l'arquebisbe Spínola.
De mica en mica, les tasques d'assistència a malalts, especialment terminals o amb malalties que altres institucions no podien tractar, esdevingueren l'ocupació principal de la confraria i l'hospici esdevingué hospital. La primera infermeria s'obrí en 1674 i una segona en 1677.
Va morir el 9 de maig de 1679 a l'Hospital de la Caridad, on fou sebollit. La notícia de la mort causà commoció a la ciutat, que el tenia per persona santa, i al funeral assistí gran quantitat de gent.

## Veneració i influència
El procés de beatificació va obrir-se ja en 1680, però encara està en curs. L'Església el proclamà venerable el 6 de juliol de 1985.
De la seva obra escrita destaca el Discurso de la verdad, breu tractat d'espiritualitat i meditació sobre la vida i la mort.
El model de perfecció espiritual que havia proposat va fer que la regla de la seva confraria fos adoptada per d'altres, a Sevilla i a tot Andalusia, que treballaven d'una manera similar.

### Fama de seductor
Tot i que no hi ha testimonis contemporanis d'una vida de disbauxa, el nom de Mañara es va associar, des del segle xix, al de seductor, convertint-lo fins i tot en un precedent o base real de la figura literària de Don Juan Tenorio. Es deia que havia portat una vida dissoluta fins que va conèixer qui seria la seva esposa. És possible que la confessió que el mateix Mañara va fer al seu testament hi influí, encara que sigui més aviat un text exageradament barroc:
| « | Yo, don Miguel Mañara, ceniza y polvo, pecador desdichado, pues lo más de mis logrados días ofendí a la Majestad altísima de Dios, mi Padre, cuya criatura y esclavo vil me confieso. Servía a Babilonia y al demonio, su príncipe, con mil abominaciones, soberbias, adulterios, juramentos, escándalos y latrocinios; cuyos pecados y maldades no tienen número y sólo la gran sabiduría de Dios puede numerarlos, y su infinita paciencia sufrirlos, y su infinita misericordia perdonarlos. Y yo que escribo esto (con dolor de mi corazón y lágrimas en mis ojos confieso), más de treinta años dejé el monte santo de Jesucristo y serví loco y ciego a Babilonia y su vicios. Bebí el sucio cáliz de sus deleites e ingrato a mi señor a su enemiga, no hartándome de beber en los sucios charcos de sus abominaciones. | » |

### Aparició en obres de creació
La seva associació amb el mite de Don Juan ha fet que alguns autors hagin creat obres basades lliurement en la seva vida. Franco Alfano va estrenar una òpera titulada L'ombra di Don Giovanni (L'ombra de Don Joan) en 1914 que, revisada, es va reestrenar en 1941 com Don Juan de Manara. Una segona òpera, Don Juan de Mañara, Miguel Mañara, de Henry Tomasi (1901-1971) va estrenar-se en 1956.